# Nemunaitis
Nemunaitis é uma pequena cidade no Condado de Alytus no sul da Lituânia. Em 2011 tinha uma população de 153.

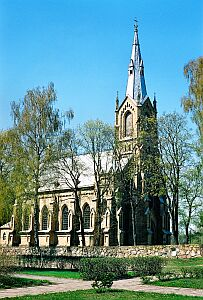
Basílica de Nemunaitis